# Heilig Geist (Greppin)

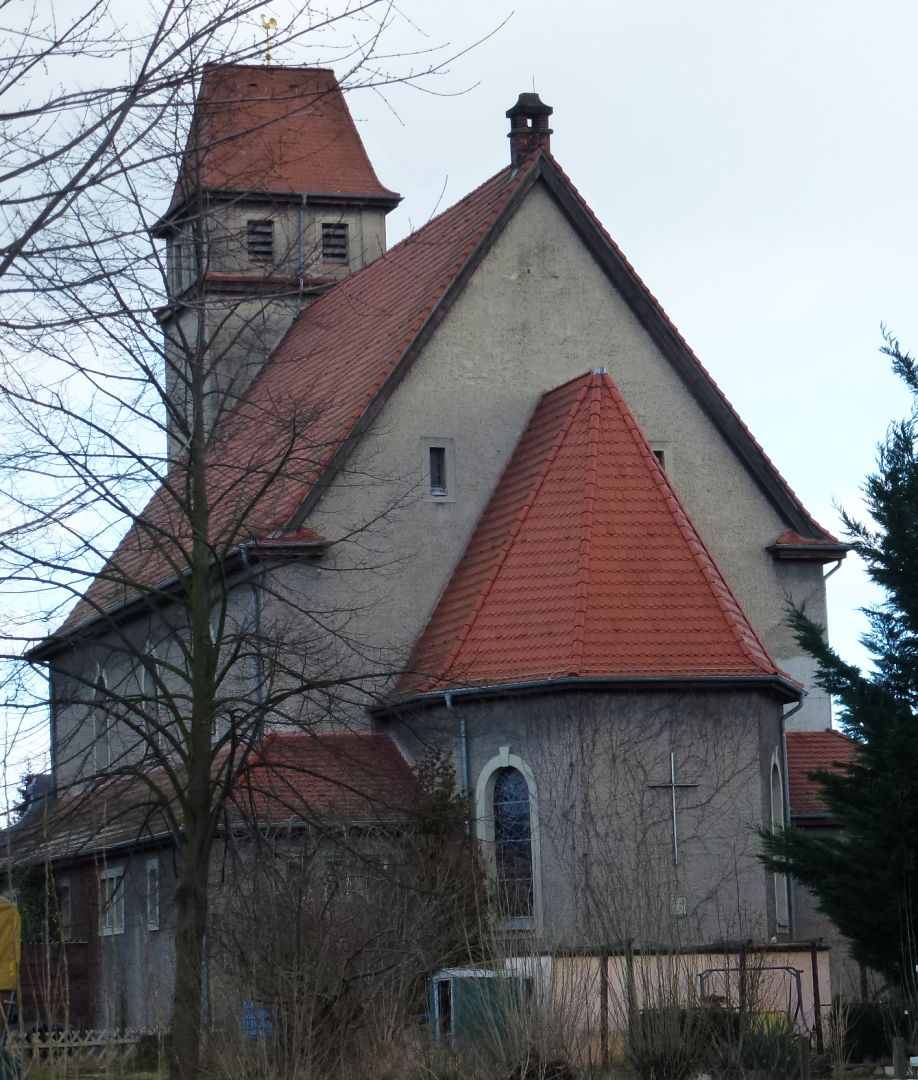
Heilig-Geist-Kirche in Greppin (2015)

Die Kirche Heilig Geist war die römisch-katholische Kirche in Greppin, einem Ortsteil der Stadt Bitterfeld-Wolfen im Landkreis Anhalt-Bitterfeld im Südosten des Landes Sachsen-Anhalt. Das nach dem Heiligen Geist benannte Gotteshaus gehörte zuletzt zur Pfarrei Edith Stein Wolfen-Zörbig mit Sitz in Wolfen, im Dekanat Dessau des Bistums Magdeburg. Das Gebäude ist im Denkmalverzeichnis des Landes Sachsen-Anhalt unter der Erfassungsnummer 094 14488 als Baudenkmal verzeichnet.

## Geschichte
Mit der Reformation wurden die Einwohner von Greppin, das damals zum Erzbistum Magdeburg gehörte, protestantisch.
Durch den Bergbau und die Industrialisierung siedelten sich vom 19. Jahrhundert an wieder Katholiken in Greppin an. Sie gehörten zunächst zur Herz-Jesu-Kirche in Bitterfeld.
Am 21. August 1905 wurde der Priester Hermann van Royen zum Filialvikarieverweser von Greppin ernannt, womit die Seelsorgestelle Greppin begründet wurde. Ihr Seelsorgebezirk umfasste neben Greppin auch die Ortschaften Altjeßnitz, Capelle, Golpa, Möhlau, Möst, Pöplitz, Priorau, Reuden, Salzfurt, Schierau und Wolfen. Von 1905 an wurden in Greppin auch katholische Kirchenbücher geführt. 1906 zog die katholische Schule von Greppin in das Gebäude der evangelischen Schule um, die sich ein neues Schulhaus erbaut hatte. Das Klassenzimmer der bisherigen katholischen Schule wurde zu einer Kapelle umgestaltet.
Da die Kapelle für die Zahl der Gottesdienstbesucher zu klein war, wurden die Grundstücke Wolfener Straße 58 und 59 als Bauplatz für Kirche und Pfarrhaus angekauft. Am 1. August 1915 erfolgte die Errichtung der Filialkirchengemeinde Greppin mit eigener Vermögensverwaltung, die zur Pfarrei Bitterfeld gehörte. Am 13. April 1916 begann der Bau der Heilig-Geist-Kirche mit dem ersten Spatenstich, die am 25. März 1917 durch Dechant Scharge eingeweiht wurde. Damals gehörten rund 1000 Katholiken zur Filialkirchengemeinde Greppin.
Das Preußenkonkordat vom 14. April 1929, durch die Bulle Pastoralis officii nostri vom 13. August 1930 in Vollzug gesetzt, errichtete die Mitteldeutsche Kirchenprovinz. Infolgedessen kam der vom Geistlichen Gericht Erfurt abgetrennte Regierungsbezirk Merseburg mit den Dekanaten Eisleben, Halle/Saale und Wittenberg an das nunmehrige Erzbischöfliche Kommissariat Magdeburg. Zur Pfarrei Bitterfeld im Dekanat Wittenberg gehörte damals auch die Filialkirchengemeinde (Pfarrvikarie) Greppin. 1934 bekam Wolfen mit dem Neupriester Josef Kinold einen eigenen Geistlichen, der anfangs noch seinen Sitz in Greppin hatte.
Am 8. Juli 1994 wurde das Bistum Magdeburg gegründet, zu dem Greppin von da an gehört. Am 1. Januar 1996 wurde der Pfarrverband Wolfen errichtet, zu dem die Pfarreien Greppin, Jeßnitz, Raguhn und Wolfen gehörten.
Am 12. März 2004 fusionierten die vier Pfarreien des Pfarrverbandes Wolfen zur neuen Pfarrei Edith Stein mit Sitz in Wolfen. Zu ihr gehörten die Pfarrkirche Heilig Kreuz (Wolfen) sowie die Filialkirchen Heilig Geist (Greppin), St. Norbert (Jeßnitz), St. Michael (Raguhn) und Edith Stein (Wolfen).
Zum 1. Adventssonntag 2010 wurde aus der Pfarrei Edith Stein Wolfen und der Pfarrei St. Antonius (Zörbig) die heutige Pfarrei Edith Stein Wolfen-Zörbig gebildet.
Mit Dekret des Bischofs Gerhard Feige vom 16. Februar 2017 erfolgte die Profanierung der Heilig-Geist-Kirche, am 5. Juni 2017 (Pfingstmontag) fand in der Heilig-Geist-Kirche der letzte Gottesdienst und anschließend ein Gemeindefest statt. Zur kulturellen Nutzung des Gebäudes wurde im Sommer 2024 aus der Pfarrei heraus der Verein Kulturkirche Greppin gegründet.
Die nächstgelegene Kirche der Pfarrei Edith Stein Wolfen-Zörbig ist heute die Heilig-Kreuz-Kirche im rund drei Kilometer entfernten Wolfen.

## Architektur und Ausstattung
Die Kirche steht im Westen von Greppin, auf dem Grundstück Wolfener Straße 58. Sie entstand nach Entwürfen von Kurt Matern, dem Diözesanbaumeister des Bistums Paderborn, zu dem Greppin damals gehörte. Die im Baustil des Neobarock ausgeführte dreischiffige Kirche zeigt auch Elemente des Jugendstils. Der Kirchturm, der von einem Wetterhahn bekrönt wird, ist teilweise eingezogen. Das Gotteshaus wird durch drei Portale an der Ostseite erschlossen. Zur Ausstattung der Kirche gehörten eine Statue des heiligen Josef von Nazaret und eine Orgel. Vor der Kirche stand eine Marienstatue.